# Dinophilus sphaerocephalus
Dinophilus sphaerocephalus är en ringmaskart som beskrevs av Schmarda 1861. Dinophilus sphaerocephalus ingår i släktet Dinophilus och familjen Dinophilidae. Inga underarter finns listade i Catalogue of Life.